# Sagittaria sagittifolia
Sagittaria sagittifolia é uma espécie de planta com flor pertencente à família Alismataceae. Ela é popularmente conhecida como espadana e sagitária.
A autoridade científica da espécie é L., tendo sido publicada em Species Plantarum 2: 993. 1753. Ocorre por quase toda a Europa, além de menores áreas de ocorrência na Rússia Asiática, Japão, Sudeste Asiático, Oceania, Américas do Norte e Central.

## Portugal
Trata-se de uma espécie presente no território português, nomeadamente em Portugal Continental.
Em termos de naturalidade é possivelmente nativa na região atrás indicada.

## Protecção
Não se encontra protegida por legislação portuguesa ou da Comunidade Europeia.